# L'Amour avec des si
L'Amour avec des si is een Franse dramafilm uit 1964 onder regie van Claude Lelouch.

## Verhaal
Een man van middelbare leeftijd rijdt rond op het platteland. Op de radio wordt gewaarschuwd dat er een kinderlokker ontsnapt is uit de gevangenis. De automobilist wordt achtervolgd door een onbekende auto. Hij geeft een lift aan een jong meisje, terwijl de politie op zoek is naar de kinderlokker.

## Rolverdeling
| Acteur             | Personage      |
| ------------------ | -------------- |
| Guy Mairesse       | Robert Blam    |
| Janine Magnan      | Liftend meisje |
| Jean Franval       | Politieagent   |
| Richard Saint-Bris | Commissaris    |
| France-Noël        | Hotelhouder    |
| Jacques Martin     | Journalist     |
| Jean Daurand       | Motelhouder    |
| Bernard Papineau   |                |
| Mosin              |                |
| Joëlle Picaud      | Slachtoffer    |
| Lyonnais           |                |
| Jacqueline Morane  |                |
| Rita Maiden        | Serveerster    |